# マクタル・エンディアイェ
マクタル・エンディアイェ（Amadou Makhtar N'Diaye、1981年12月31日 - ）は、セネガルの元サッカー選手。元セネガル代表。ポジションはミッドフィールダー。

## 来歴
2001年にセネガル代表デビュー。アフリカネイションズカップ2002では3試合に出場、セネガル史上初の決勝進出を果たした。セネガルとして初の出場となった2002 FIFAワールドカップにも出場し、ベスト8まで勝ち上がった。2003年までに19試合に出場、1得点をあげた。

## 代表歴

### 出場大会
- セネガル代表
  - 2002 FIFAワールドカップ

### 試合数
- 国際Aマッチ 19試合 1得点（2001年-2003年）[1]

| セネガル代表 | 国際Aマッチ | 国際Aマッチ |
| 年           | 出場        | 得点        |
| ------------ | ----------- | ----------- |
| 2001         | 10          | 1           |
| 2002         | 8           | 0           |
| 2003         | 1           | 0           |
| 通算         | 19          | 1           |